# Goździeniec fioletowy

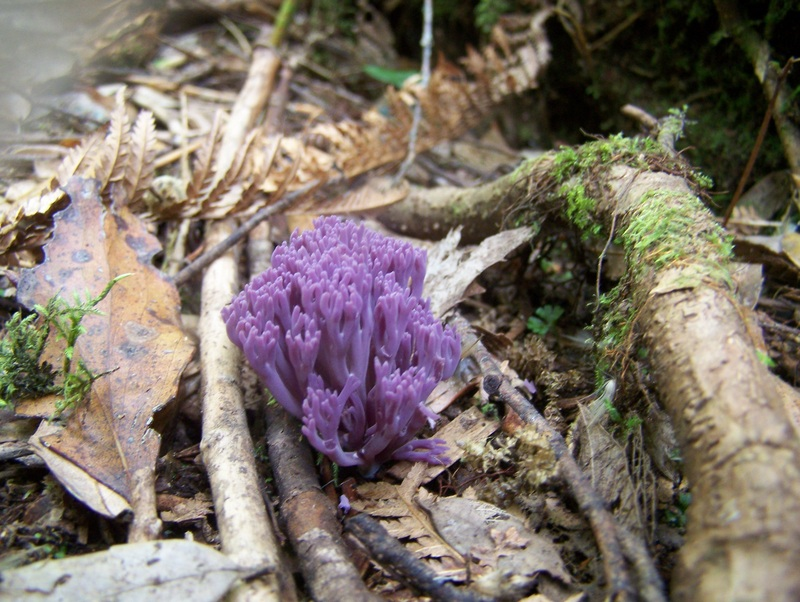

Goździeniec fioletowy (Clavaria zollingeri Lev.) – gatunek grzybów należący do rodziny goździeńcowatych (Clavariaceae).

## Systematyka i nazewnictwo
Pozycja w klasyfikacji według Index Fungorum: Clavaria, Clavariaceae, Agaricales, Agaricomycetidae, Agaricomycetes, Agaricomycotina, Basidiomycota, Fungi.
Synonim: Clavaria lavandula Peck:
Nazwę polską zaproponowali Barbara Gumińska i Władysław Wojewoda w 1983 r.

## Morfologia
Owocnik
Pojedynczy ma postać cylindrycznej pałeczki rozszerzającej się ku wierzchołkowi, o wysokości do 2–10 cm i grubości 2–6 mm. Zazwyczaj jest pojedynczy, rzadko rozgałęziający się, prosty, czasami robakowato wygięty. Powierzchnia gładka, matowa, nieprzezroczysta, purpurowa lub różowofioletowa, przy podstawie jaśniejsza. Szczyt pałeczki jest zaokrąglony.
Miąższ
Miękki i kruchy, bez wyraźnego zapachu i smaku.
Cechy mikroskopowe
Zarodniki o rozmiarach 4–7 × 3,5–5 μm, elipsoidalne, gładkie, z dzióbkiem na szczycie, nieamyloidalne. Podstawki prawie maczugowate, o rozmiarach 30–60 × 5–9 μm, 4-sterygmowe, zazwyczaj bez sprzążki bazalnej. Strzępki bez sprzążek.

## Występowanie i siedlisko
Jest szeroko rozprzestrzeniony. Występuje w Ameryce Północnej, Środkowej i Południowej, Europie, Azji, Afryce, Oceanii i Nowej Zelandii. W Europie występuje od Hiszpanii po około 64° szerokości geograficznej na Półwyspie Skandynawskim. W Polsce gatunek bardzo rzadki. W piśmiennictwie naukowym na terenie Polski do 2003 r. podano 3 stanowiska tego gatunku. Znajduje się na Czerwonej liście roślin i grzybów Polski. Ma status E – gatunek wymierający. Znajduje się na listach gatunków zagrożonych także w Czechach, Niemczech, Danii, Anglii, Norwegii, Szwecji i Finlandii.
Saprotrof. Rośnie w lasach, prawie zawsze w mchu pod drzewami. Zazwyczaj rośnie kępkami.